# Aj (miasto biblijne)

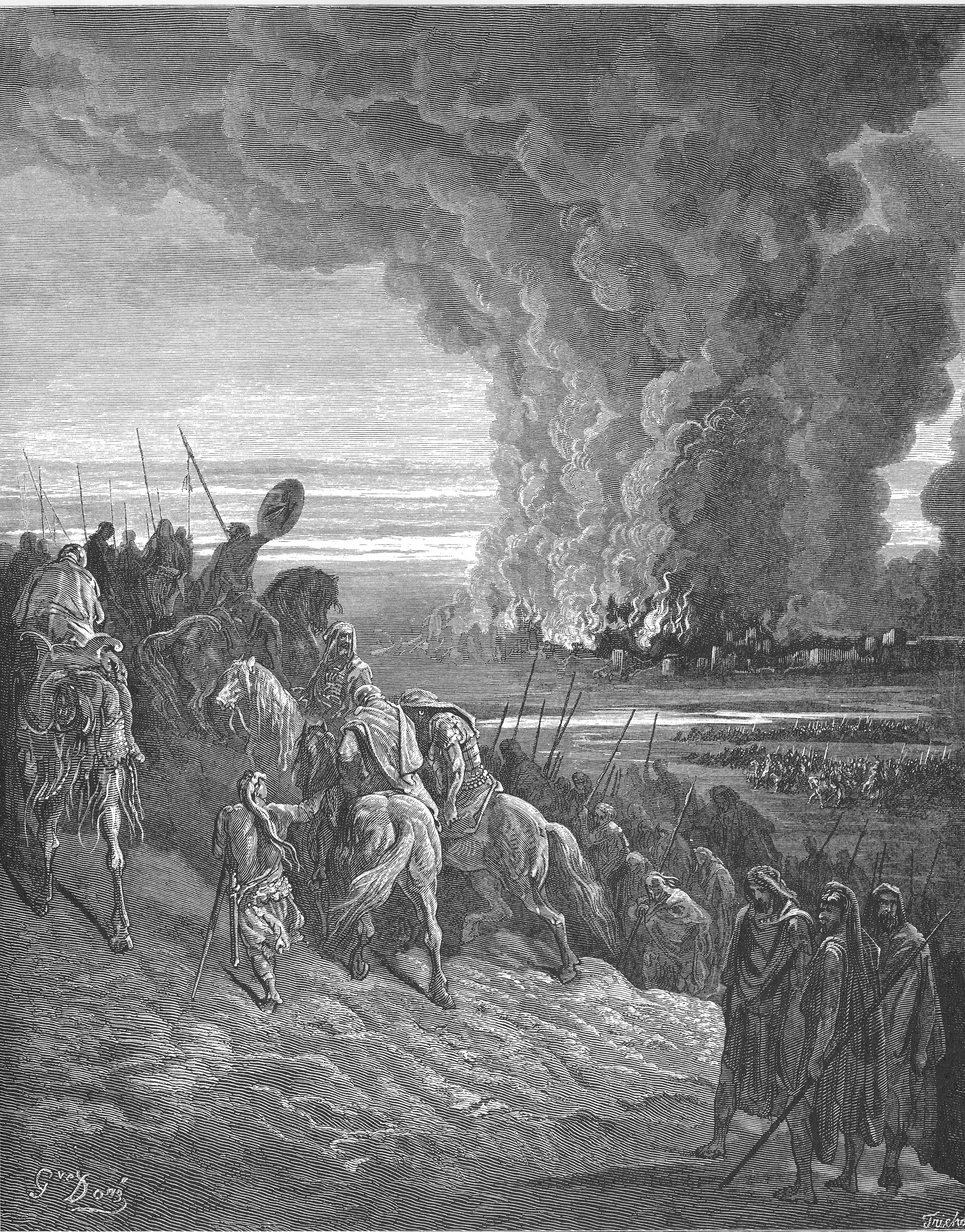
Jozue niszczący Aj, grafika Gustave'a Doré'go, 1866 rok

Aj, Haj, Ajjat, Ajja (hebr. ‏הָעַי‎) – kananejskie miasto-państwo, wspomniane w Biblii. Jego lokalizację wskazuje się na obszar nieopodal Bet Awen w kierunku wschodnim od starożytnego Betelu. Aj identyfikowane jest przez większość badaczy z Et-Tell.

## Wzmianki w Biblii
Hebrajski wyraz haj, haaj oznacza ruinę. Prawdopodobnie nazwa nawiązywała do stanu miasta, w jakim zostało przyjęte przez Izraelitów po zwycięskich wojnach z Kanaanem. W Księdze Izajasza miasto zostało nazwane Ajjat, zaś w Księdze Nehemiasza – Ajja.
Według Księgi Rodzaju na obszarze między Aj a Betel Abraham wzniósł ołtarz JHWH, który później odwiedził ponownie w trakcie powrotu z Egiptu. Księga Jozuego wzmiankuje o tym, że Jozue po pokonaniu Jerycha skierował do Aj swoich szpiegów. Dalej w tejże księdze (Joz 8,1–24, 28) znajduje się opis o zrujnowaniu miasta przez Izraelitów i wspomnienie o pokonanym władcy miasta. Po zakończeniu niewoli babilońskiej, według Księgi Ezechiela i Księgi Nehemiasza, do Aj i pobliskiego Betel powróciło 123 mężczyzn.

## Badania archeologiczne

### Historia badań
Przez większość badaczy położenie Aj wskazywane jest na współczesny et-Tell, zlokalizowany około 1,5 km na południowy zachód od Bajtin. Badania archeologiczne nie wykryły żadnych pozostałości po okresie brązu na tym wzgórzu, w związku z tym część badaczy na razie bez rezultatu próbuje udowodnić, że ruiny Aj znajdują się w miejscu jednego z sąsiadujących z et-Tell stanowisk archeologicznych, konfrontując przekaz biblijny z wynikami badań archeologicznych. 
Prace archeologiczne na wzgórzu et-Tell rozpoczęto na początku lat trzydziestych XX wieku. W latach 1933–1935 ekspedycja Judith Marquet-Krause pracowała w akropolu na południowym zachodzie od wzniesienia. Na południowo-wschodnim stoku et-Tell odkryto dużą budowlę i groby z epoki wczesnego brązu. Na terasie pod akropolem w części północno-wschodniej odsłonięto pozostałości miasta z okresu żelaza. Na południowym stoku wzgórza, na terasie pod akropolem, odsłonięto budynki i fortyfikacje z wczesnego brązu. Na południowy zachód od akropolu znaleziono sanktuarium z wczesnego brązu.
W 1964 roku ekspedycja pod kierunkiem Josepha Callawaya sfinalizowała wykopaliska, rozpoczęte trzy dekady wcześniej. Prowadzono badania w górnej części miasta i dolnej wschodniej części et-Tell wzdłuż murów miasta. Ustalono, że w okresie pomiędzy wczesnym brązem III a epoką żelaza I obszar nie był zasiedlony. Obszar, jaki zajmowało miasto w epoce brązu, wynosił około 11 ha, zaś nieumocniona osada z epoki żelaza wzniesiona była na 9 ha.

### Wyniki badań
Najstarsze ślady obecności ludzi na et-Tell datowane są na okres wczesnego brązu I (IV tysiąclecie p.n.e.). Zasiedlenie wzgórza rozpoczęło się od północno-zachodnich stoków, gdzie odkryto groby ze zdobioną linearnie ceramiką i niewielkie mury. Na początku okresu wczesnego brązu II (około 2900 p.n.e.) powstało umocnione miasto. Jego powierzchnia liczyła 11 ha. Grubość murów z kamieni polnych wynosiła 5,5 m. Mury z czasem odchyliły się, więc podparto je murem zewnętrznym z zachowaniem kąta nachylenia murów wewnętrznych. Wejście do miasta było możliwe dzięki wąskim furtkom od południa (stanowisko K) i południowego wschodu (stanowisko J). W północno-zachodniej części miasta (stanowisko A) wzniesiono sanktuarium. Na akropolu, na południowy wschód od sanktuarium, mieściła się cytadela (stanowisko D), a na południe (stanowisko C) – prawdopodobnie dzielnica przemysłowa, gdzie odkryto importowaną z Egiptu ceramikę. Zabudowania miejskie wznoszono z cegły szlamowej. W wyniku trzęsienia ziemi zostały zniszczone. W mieście z epoki brązu II stwierdzono pożogę na podstawie spopielenia kamienia na wapno.
Na początku wczesnego brązu IIIA na gruzach zniszczonego miasta powstało nowe. Ponieważ rumowisko po pożodze sięgało na wysokość wewnętrznych murów, zabudowy wznoszono także na miejscu starych umocnień z okresu wczesnego brązu II. Z tego powodu linia nowych murów nieznacznie przesunęła się. Odsłonięty na południowym stoku wzgórza siedmiometrowy odcinek murów miał wysokość 6,4 m. Odbudowano także sanktuarium i akropol. Świątynia zbudowana była z kamieni z zastosowaniem prymitywnej techniki. Od północnego zachodu przylegała do wieży o wymiarach 7×2,7 m, stanowiącej część murów miejskich. Prawdopodobnie miasto z epoki brązu IIIA znajdowało się w zależności od Egiptu, gdyż w sanktuarium znaleziono figurki hipopotama, co może świadczyć o praktykowaniu kultu z kręgu religii egipskiej. Schyłek istnienia miasta z tego okresu przypada na drugą połowę III tysiąclecia p.n.e. po przeniknięciu kultury Chirbet el-Kerak do Jerycha. W najmłodszych warstwach osady znaleziono należącą do tej kultury ceramikę. Prawdopodobnie miasto zniszczono w wyniku nieustalonych działań wojennych.
Kolejne zasiedlanie wzgórza nastąpiło dopiero na początku epoki żelaza I (połowa II tysiąclecia p.n.e.). Początkowo nieumocniona osada zajmowała około 1 ha powierzchni. Brak dostępu do wody zmusił mieszkańców do jej magazynowaniu w cysternach, które odkryto w każdym odsłoniętym domostwie. Jedno z domostw w południowej części akropolu (stanowisko B odcinek XV) wyróżniało się na tle pozostałych swoim kształtem. Jego dziedziniec z dwóch stron był otoczony podłużnymi pomieszczeniami, oddzielonymi filarami, pomiędzy którymi ustawiono kamienie. Najwcześniejsze miasto z epoki żelaza zostało zniszczone i opuszczone z nieznanej przyczyny. W drugiej połowie I tysiąclecia została odbudowana część akropolu. Prawdopodobnie ludność z tego okresu istnienia osadnictwa na et-Tell brała udział w wojnie z Jozue jako biblijny „lud z Aj”. Osada istniała do przełomu X–IX wieku p.n.e.